# Старотушкинское сельское поселение
Старотушкинское сельское поселение — муниципальное образование в составе Малмыжского района Кировской области России.
Центр — село Старая Тушка.

## История
Старотушкинское сельское поселение образовано 1 января 2006 года согласно Закону Кировской области от 07.12.2004 № 284-ЗО.

## Население
| 2010 | 2012  | 2013  | 2014  | 2015  | 2016  | 2017  |
| ---- | ----- | ----- | ----- | ----- | ----- | ----- |
| 1184 | ↘1150 | ↗1159 | ↘1145 | ↘1099 | ↘1082 | ↘1031 |
| 2018 | 2019  | 2020  | 2021  |       |       |       |
| ↘976 | ↘963  | ↘930  | ↗1025 |       |       |       |

## Состав сельского поселения
В состав сельского поселения входят 5 населённых пунктов
| № | Населённый пункт | Тип населённого пункта       | Население |
| - | ---------------- | ---------------------------- | --------- |
| 1 | Кинерь           | деревня                      | 461       |
| 2 | Куженерка        | деревня                      | 87        |
| 3 | Новая Тушка      | деревня                      | 110       |
| 4 | Перескоки        | деревня                      | 122       |
| 5 | Старая Тушка     | село, административный центр | 404       |